# Койлык
Койлык (каз. Қойлық, до 1993 г. — Антоновка) — село в Саркандском районе Жетысуской области Казахстана. Административный центр и единственный населённый пункт Койлыкского сельского округа. Код КАТО — 196053100.
Расположено в северных предгорьях Джунгарского хребта, в 45 км к северо-востоку от Сарканда.

## История

### Средневековье

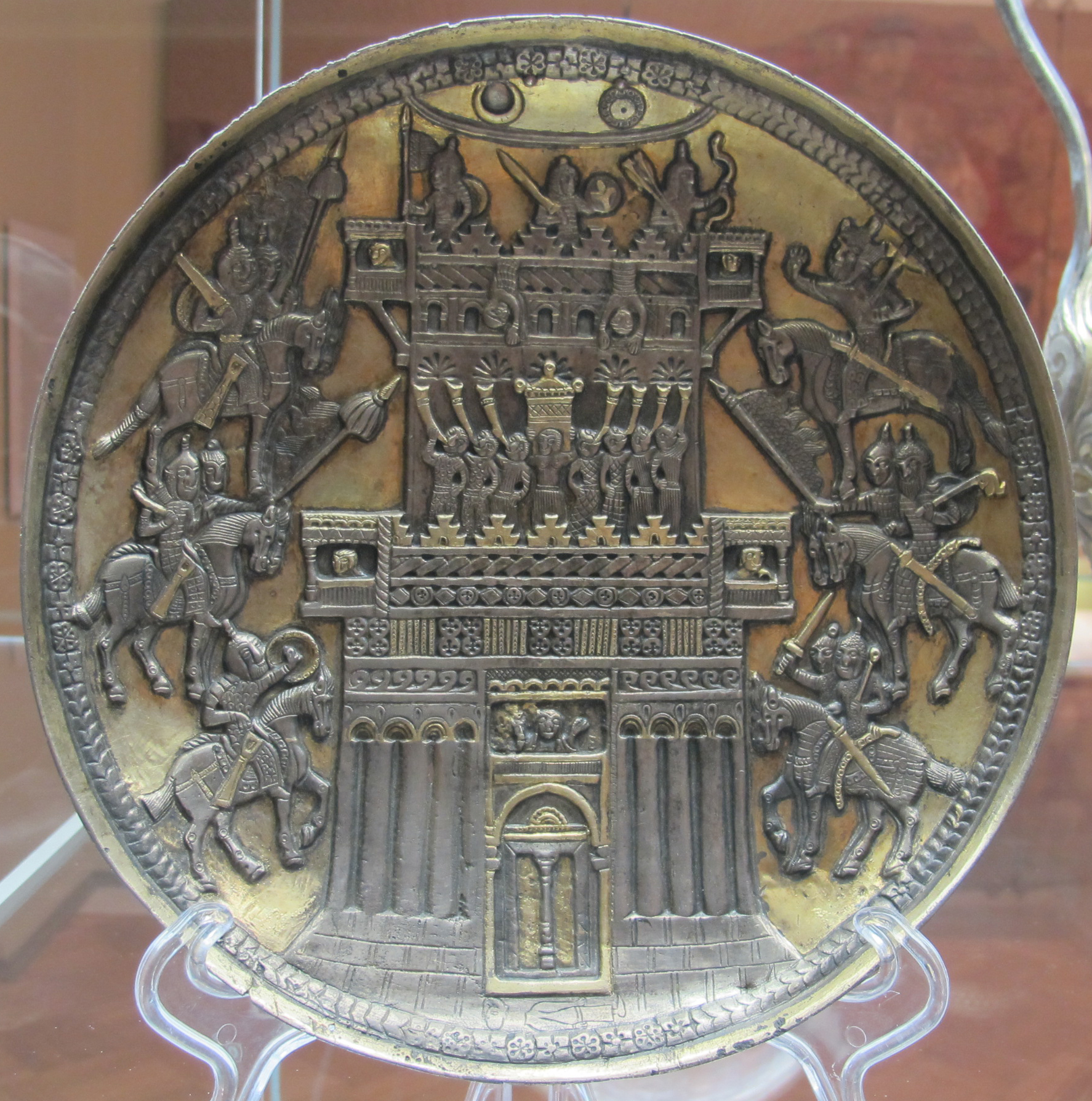
Аниковское блюдо с изображением осады Иерихона. Вероятно, оно было сделано для согдийской несторианской общины, располагавшейся в Семиречье.

Возле села расположено городище Каялык (Антоновское).
В VIII—XIV веках крупнейший торгово-ремесленный и культурный центр на северо-востоке Семиречья, ставка карлукских джабгу.
Территория окружена крепостной стеной высотой до 4 м. В плане — неправильный четырёхугольник. Северо-восточная стена имеет протяжённость 1200 м, юго-западная 750 м, примыкая к подножью гор.
Город славился своими базарами, и в нём, кроме мусульман, жили христиане, имевшие свою церковь. Об этом сообщает посетивший город Вильгельм Рубрук, посол французского короля Людовика IX к монгольскому хану Мунке.
Археологические исследования на городище были проведены в 1964 году. С 1998 года ежегодные раскопки, проводимые экспедицией Института археологии им. А. Х. Маргулана, под руководством академика К. М. Байпакова.
Раскопаны буддийский, манихейский храмы, объекты мусульманской культуры XII—XIV веков: соборная мечеть, комплекс мавзолеев и ханака.
В окрестностях городища (в 6 км к северо-востоку) раскапывается предположительно несторианское укреплённое поселение Лепсы.

### Гражданская война
29 октября 1918 года под Саратовкой и Антоновкой произошел бой отряда Алаш-Орды против красноармейцев, результатом которого стала победа первых, и отступление вторых.

## Описание городища
На сегодняшний день восемь городищ Великого Шёлкового пути, расположенных на территории Казахстана, вошли в список Всемирного наследия ЮНЕСКО. Эта ветка ВШП простирается от города Чанъань (Сиань) до Жетысу в Центральной Азии. Этот коридор формировался между II веком до нашей эры и I веком нашей эры и функционировал до XVI века. Общая протяжённость участка Великого Шёлкового пути составляет 5 тысяч километров. Всего 33 объекта Великого Шёлкового пути вошли в список всемирного наследия ЮНЕСКО. Они включают в себя города и дворцовые комплексы государств и империй, торговые поселения, буддийские пещерные храмы, древние пути и перевалы, сторожевые башни, секции Великой китайской стены, укрепления, гробницы и религиозные здания. В их числе городище Каялык. Трёхчастная структура города, характерная для большинства средневековых памятников Казахстана, может быть охарактеризована следующим образом: мощные внешние глинобитные стены, сложенные методом ленточной заливки. Стены, оплывшие на ширину 11-13 м, с сохранившейся высотой до 2-2,5 м, окаймляют четырёхугольной формы застройку шахристана и, по всей видимости, части рабада, общей площадью 90 га. В 2001 году вскрыта баня типа «хаммам», сложенная из жжёного кирпича, а также исследован мавзолей, возведенный на территории городища в период запустения. В 2002—2003 гг. работы были сконцентрированы на изучении стратиграфии, создании цифровой трехмерной топографической основы памятника, а также консервационных мероприятиях и мониторинге, проводимых на «буддийском храме». Полевые сезоны 2004 и 2005 годов ознаменованы открытием пятничной мечети столпного типа, «манихейского» храма, мавзолеев, фасады которых были украшены великолепной резной терракотой, а также ханаки, расположенной вблизи мавзолеев. В ходе исследований комплекс построек, общественного характера дал уникальный материал. Открытые памятники позволяют начать мощные археолого-музеефикационные исследования.

## Население
В 1999 году население села составляло 3501 человек (1729 мужчин и 1772 женщины). По данным переписи 2009 года, в селе проживало 3257 человек (1596 мужчин и 1661 женщина).